# Maria Filatova
Maria Filatova (în rusă Мария Филатова; n. 19 iulie 1961, Leninsk-Kuznețki, RSFS Rusă, URSS) este o gimnastă artistică ce a reprezentat Uniunea Republicilor Sovietice Socialiste, medaliată olimpică. A participat la 2 ediții ale Jocurilor Olimpice (1976, 1980) în care a câștigat două medalii de aur și o medalie de bronz.